# Chiesa di San Francesco (Ravello)
La chiesa di San Francesco è un luogo di culto cattolico di Ravello, situato in via San Francesco.

## Storia
Sorge sul sito di un precedente edificio di culto, dedicato a san Giovanni Battista. La tradizione la vuole edificata dallo stesso san Francesco, che nel 1222 passò da Ravello diretto ad Amalfi.
Nel XVIII secolo venne completamente rifatta e ridotta nelle nuove forme.

## Descrizione
La chiesa, preceduta da un atrio coperto, è annessa al convento francescano. Originariamente a croce latina, con tre navate e otto cappelle, in seguito ai restauri settecenteschi si presenta come un'aula mononave con volta a botte che fino al sisma del 1980 ornata da affreschi, e breve transetto a scarsella. Sotto l'altare maggiore riposano le spoglie del beato Bonaventura da Potenza, morto a Ravello nel 1711, quattro miracoli del quale sono raffigurati nelle tavole che ornano le pareti dell'abside. Addossati alle pareti della navata sono quattro altari, due per lato, ornati da dipinti. Il primo altare a destra presenta una tela raffigurante i tre santi francescani Santa Chiara, San Bonaventura e San Ludovico d'Angiò; l'altare seguente è ornato dall'Incoronazione di San Giuseppe. Sul primo altare di sinistra è una Deposizione di Cristo, mentre sull'altare seguente campeggia La Madonna del Rosario con i Santi Domenico e Caterina. Gli altari del transetto sono dedicati, rispettivamente, all'Immacolata (altare destro) e a Sant'Antonio (altare sinistro).
Nella cantoria sita nella controfacciata trova luogo un organo a canne del 1909, che riutilizza parte di uno strumento precedente del 1736, restaurato nel 2012.